# De Sade márki
Donatien Alphonse François de Sade márki, Marquis de Sade (Párizs, 1740. június 2. – Saint-Maurice, 1814. december 2.) francia író, filozófus. A köztudatba mint bomlott elme, erotomán-pszichopata személyiség vonult be, az ő nevéből ered a „szadizmus” szavunk. Korának kiemelkedő filozófusa, az anarchizmus és a szexuális szabadság-szabadosság úttörője volt, aki az elfojtott vágyak kiélésének szükségességét hangsúlyozta, és ellenzett minden olyan társadalmi rendszert, amely korlátozza az egyént. Élete során egymást követő öt rezsim záratta börtönbe: XV., XVI. Lajos, a jakobinus diktatúra, Napóleon, majd végül XVIII. Lajos, pedig ez idő alatt nem kevés változás történt a közgondolkodásban.
De Sade márki a XVIII. század szellemi irányzatának, a felvilágosodásnak volt a lezárója és egyben kritikusa is. Műveiben logikusan és egyben cinikus jövőképet rajzolt, a szereplők tetteit abszurdba hajló racionalizmus irányítja, a cél annak bizonyítása, hogy az ész valójában emberellenes dolog. Sade világa nem erkölcstelen, hanem erkölcs nélküli, kegyetlen, félelmetes világ.

## Élete

### Gyermekkor

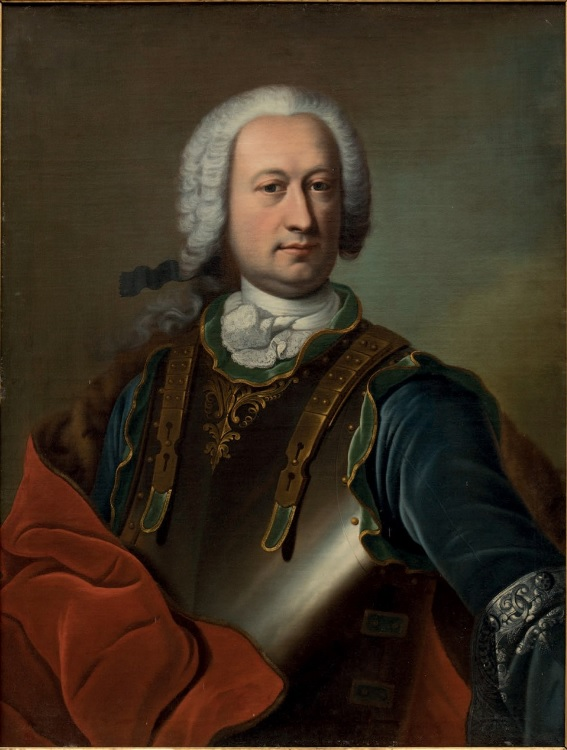
Jean-Baptiste François Joseph de Sade, de Sade márki apja

De Sade 1740-ben született Párizsban, apja Jean-Baptiste François Joseph de Sade gróf (akinek egy ősét Petrarca Daloskönyvében említi), anyja Marie-Éléonore de Maillé de Carman grófnő (Bourbon ivadék, Richelieu bíboros rokona) volt. Gyermekkoráról annyit tudhatunk csupán, hogy eleinte a nála négy évvel idősebb Condé herceg játszótársa volt. (Anyja a herceg anyjának udvarhölgye lévén.)
1744. augusztus 16-án, amikor apja kölni követ lett, őt Avignonba küldték apai nagyanyjához, ugyanekkor megkapta öröksége egy részét is. 1745-ben nagybátyjához, De Sade abbéhoz költözött, akinek szabados életmódja nagyban meghatározta későbbi jellemét. 1750-ben, Jacques-François Amblet nevelője társaságában Párizsba utazott, ahol a Louis-le-Grand jezsuita fiúiskola diákja lett. Ez idő tájt szülei különváltak, anyja pedig egy párizsi karmelita kolostorba vonult, ahol 1777-ben bekövetkezett haláláig élt.

### Katonaévek
1754 májusában a Francia Katonai Akadémia versailles-i kiképzőtáborába került, ahová csak a nemes és gazdag ifjak juthattak be. Ekkor kezdődött el a katonai karrierje is. 1755-ben hadnagyi rangot kapott, majd a hétéves háború idején egy lovasságnál szolgált. 1758. június 23-án részt vett a krefeldi csatában, amiről naplót vezetett. 1759. április 21-én a Burgundi Lovasság kapitánya lett. 1762. május 25-én, nagybátyját letartóztatták, miközben egy bordélyház szolgáltatásait vette igénybe. Ugyanebben az évben, Sade márki szerelmes lett egy nála tíz évvel idősebb nőbe, ismerősei viszont lebeszélték róla mondván, hogy semmiképp se kössön vele házasságot.

### Házasévek

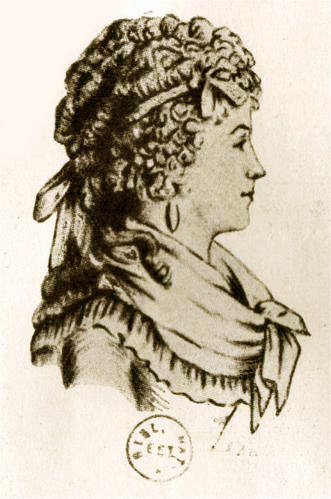
Renée-Pélagie de Montreuil

1763-ban, a hétéves háború befejeztekor, De Sade visszatért Párizsba. Apja egy gazdag, azonban a De Sade családnál alacsonyabb rangú família, a Montreuil család lányát szánta fia feleségének. Az ifjú De Sade közben udvarolni kezdett egy Laure de Lauris nevű nemeslánynak, azonban amikor apja egy igen intim pillanatban rajtakapta a hálószobában a lánnyal, Avignonba menekült. Szerelmes leveleken keresztül tovább udvarolt Laure-nak, aki viszont visszautasította őt. Ekkor De Sade azzal vádolta meg a lányt, hogy nemi betegséget kapott tőle, és hogy ezt el fogja mondani minden közös ismerősüknek. Még ugyanabban az évben, május 12-én visszatért Párizsba, ahol apja akaratát teljesítve, feleségül vette Renée-Pélagie de Montreuilt, akinek az esküvő előtt két nappal mutatták be. Az esküvő után De Sade titkos lakást tartott fenn a rue Mouffetard-on, ahol szabados életvitelének hódolt. Október 15-én feleségével Échauffourba, Normandiába költözött, ahonnan viszont üzleti ügyekre hivatkozva egyedül visszatért Párizsba. Október 18-án egy Jeanne Testard nevű prostituáltat fogadott fel, aki másnap feljelentette a rendőrségen szóbeli bántalmazás vádjával. Október 29-én a vádak alapján letartóztatták. November 13-án szabadlábra helyezték Louis Marais felügyelő felügyelete mellett, viszont el kellett hagynia Párizst, és vissza kellett térnie feleségéhez Échauffourba.
1764. április 4-én engedélyt kapott, hogy visszatérhessen a fővárosba. Júliusban egy Colet nevű színésznőnek udvarolt. Novemberben Marais felügyelő megtiltotta neki, hogy örömlányokat vigyen fel a lakására.
1765-ben ugyancsak Marais felügyelő jelentést tett, miszerint a márki egy La Beaupré nevű színésznővel folytatott viszonyt. Később egy Beauvoisin nevű, újabb színésznő megjelenéséről is beszámolt, aki csatlakozott a párhoz. De Sade Beauvoisint vidéki birtokára, La Coste-ra is elvitte. Ekkorra már jelentős felháborodást keltett magatartása a kor embereiben.
1766 januárjában De Sade egy vita alkalmával nyilvánosan bántalmazott egy lovat. Ezen év nyarát La Coste-ben töltötte, ahol saját színházának a felépítését felügyelte.
1767. január 24-én meghalt az apja, csupán számos adósságot hagyva rá örökségül. Ugyanabban az évben, augusztus 23-án Párizsban megszületett első gyermeke, egy Louis-Marie nevű fiú.
1768. április 3-án, húsvétvasárnap, egy Rose Keller nevű örömlányt fogadott fel, akit a lakására vitt, és megkorbácsolt. Az esetet követően a király értesült a márki kicsapongásairól, és elrendelte letartóztatását, valamint börtönbe záratását. A börtönből november 16-án kiengedték, viszont száműzetésbe kellett vonulnia La Coste-i birtokára. Párizsba 1769. április 2-án térhetett vissza, orvosi kezelés céljából. Az év június 27-én megszületett második fia, Donatien-Claude-Armand. Ősszel Hollandiába tett utazást, miközben élményeit naplójában jegyezte le.
1771-ben megszületett harmadik gyermeke, egy kislány, Madeleine-Laure. Szeptemberben újból letartóztatták tartozásai miatt, és a Fort-l'Evêque börtönbe zárták. Szabadulását követően családja és felesége leánytestvérének, Anne-Prospère-nek a kíséretében visszatért La Coste-ra.

### Börtönévek
1772-ben De Sade az egyik orgia alkalmával kőrisbogárpáncélt (Lytta vesicatoria L.) kevert az ételbe, ezzel akarván fokozni a vendégek szexuális vágyát. A keverék miatt viszont sokan rosszul lettek, Sade-ot pedig mérgezés és szodómia vádjával elítélték. Ő azonban nem várta meg az ítélethozatalt és sógornője, Anne-Prospère társaságában Itáliába távozott. Az aix-en-provence-i bíróság in contumaciam, azaz a vádlott távollétében a következő ítéletet hozta:„De Sade márki és szolgája, Latour kérjenek nyilvánosan bocsánatot a katedrális kapujában, mielőtt a Saint-Louis térre szállíttatnak, ahol is nevezett De Sade feje nyaktilón vétessék, Latour pedig felakasztassék. Holttestüket ezután égessék el, és hamvaikat szórják szét a szélrózsa minden irányába.” Az ítéletet végre is hajtották három nappal később, jelképesen, bábukkal Aix főterén.
1772. december 8-án anyósa közrejátszásával a márkit mégis letartóztatták és Saint-Pierre-d’Albignyben a Miolan várbörtönbe zárták, ahonnan a következő év áprilisában sikeresen megszökött, és La Coste-i birtokán bujkált. 1774 januárjában egy rendőrségi rajtaütés következményeként újból menekülésre kényszerült, ősszel viszont hét szolgálólány és egy titkár társaságában visszatért La Coste-ba. A következő években többször is menekülnie kellett, de mindig visszatért, újabb fiatal lányokat hozva magával, akik viszont csak rövid ideig tartózkodtak a birtokon, előbb-utóbb mind elmenekültek, kivéve egy Catherine Trillet nevűt, akit de Sade Justine-nek nevezett el.

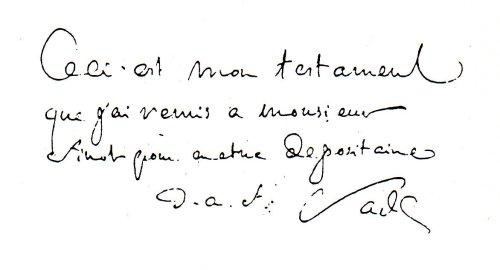
De Sade kézírása

1777. január 17-én Catherine Trillet anyja, miután sikertelenül próbálta a lányát meggyőzni, hogy térjen haza, pisztollyal rálőtt a márkira, ám nem találta el. Január 30-án De Sade, felesége kíséretében Párizsba ment meglátogatni beteg anyját – aki időközben meghalt, de őt nem értesítették erről –, ahol viszont letartóztatták, korábbi vádak alapján. Büntetésének egy részét Vincennes börtönében töltötte, majd ennek bezárása után a Bastille-ba került, a két börtönben összesen tizenhárom évet ült. Felesége a márki bezárása után négy évvel látogatta meg először.
1785. október 22-én De Sade elkezdte írni első könyvét, a Szodoma 120 napját, amivel 37 nap alatt készült el.
1787. július 4-én a charentoni elmegyógyintézetbe szállították, ahonnan 1790. április 2-án szabadult ki. Augusztusban megismerkedett egy Marie-Constance Quesnet nevű színésznővel, akivel élete végéig tartotta a kapcsolatot.

### Az író De Sade (utolsó évek)
Életének hátralevő éveiben többször is bezárták rövidebb időkre, szodómia és szentséggyalázás vádjával. 1794. július 26-án másodszorra ítélték halálra, a lefejezés azonban Robespierre kivégzése miatt elmaradt, De Sade-ot pedig október 15-én elengedték.
1801. március 6-án Joseph Fouché, Napóleon rendőrminisztere letartóztatta, éppen amikor a Nouvelle Justine (Új Justine) kefelevonatait ellenőrizte kiadójánál, Massénál. Fouché ismét az elmegyógyintézetbe záratta, ahol 1814-ben bekövetkezett haláláig élt. Több feljegyzése szerint erotikus kapcsolatokat folytatott az intézet dolgozóival – különösen egy Madeleine Leclerc nevű 17 éves lánnyal – és betegeivel is, de rendszeresen látogatta Marie-Constance Quesne-t is.
1814. december 2-án, 74 évesen, a Charentonban álmában közben érte a halál.

## Irodalmi tevékenysége
De Sade irodalmi munkássága a börtönben kezdődött. Korábban is írt kisebb irodalmi műveket, de ezek teljesen érdektelen, ismeretlen darabok voltak. A nagy korszakalkotó művek – melyek sokkolták az akkori közönséget – a börtönben születtek. A Justine-t három évvel a Szodoma 120 napja után írta meg 1778-ban.

## Filozófiája

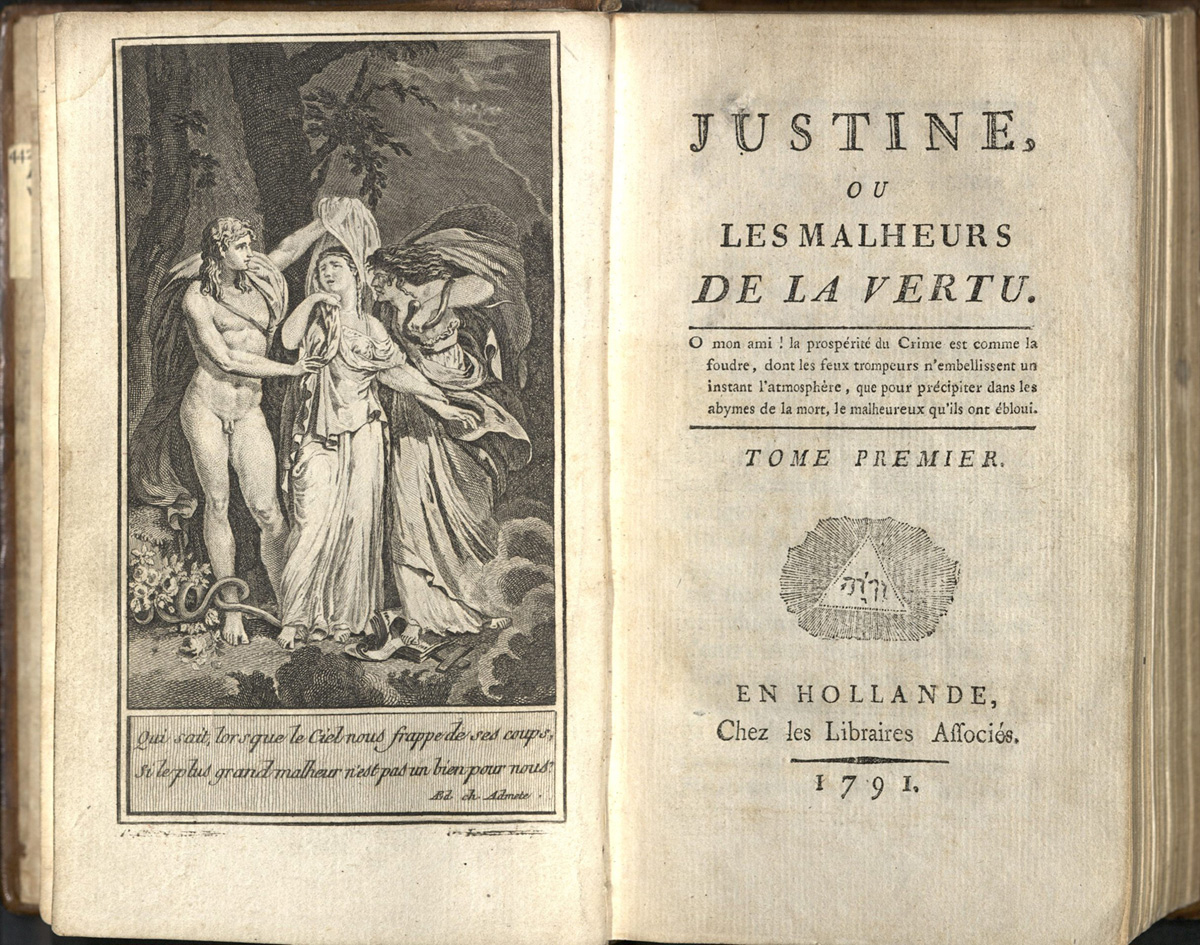
1791-es kiadású Justine, ou les Malheurs de la vertu című mű első oldala

Filozófiáját a művek szereplőinek dialógusaiban fejti ki, majd, mintegy bizonyítékként, az elmondottakra egy már-már beteges szexuális jelenet részletes leírása következik. Mondhatni, De Sade egy visszájára fordított Platón. De Sade filozófiája szerint a természet, az ösztön az elsődleges mindenféle más emberi érzések fölött, különösen a szerelem fölött. Az állat és az ember közti különbséget abban látta, hogy az állatok párzása csupán szexualitás, míg az emberek képesek az erotikára, azaz nemcsak fajfenntartó cselekedetre, hanem élvezetre is. Az erotikát mindenekelőtt társadalmi képződménynek tartotta: az erotika csak a társadalomban jut kifejeződésre mint interperszonális aktus, amely alanyi szereplőt kíván, és legalább egy tárgy jelenlétét feltételezi, akár képzeletbelit is. A másik nélkül nincs erotika. Az erotikus aktus, De Sade szemében, olyan valami, ami a társadalom háta mögött, viszont a természet színe előtt játszódik le. A szenvedélyt természetes dolognak tekintette, amit nem lehet felszámolni; ha pedig elfojtjuk, magunkat csonkítjuk meg, vagy még pusztítóbb szenvedélyt idézünk elő.
De Sade az emberi bajok forrását, akárcsak Rousseau, a civilizációban látta. Azonban amíg Rousseau hitt az emberi természetben és látott megoldásokat, addig De Sade az emberi civilizációt reménytelennek tartotta. A vallásról alkotott nézetei a modern kori filozófiai értekezletekből ismert „elidegenedett ember”-t előzték meg, más helyeken Freud előképeként jelenik meg. Úgy gondolta, hogy az európai emberből a kereszténység kiszívta az agyvelejét, ezért az európai ember beteg, félember. Az erény és a filantrópia álcája mögött vadállatok irányítják az embereket, a keresztény vallás pedig maga a pokol. Az ember csak akkor lesz szabad és akkor kezdheti el megvalósítani magát, amikor a törvények és a vallások, a papok és a bírák mind eltűnnek.
De Sade egyik szokatlan gondolata a gyilkosság törvényessé tétele volt, pontosabban a halálbüntetés eltörlését és a magánbűn engedélyezését hangoztatta. Elítélte az állam immoralitását (háborúk), viszont megengedte az egyéni immoralitást, más szóval a közbűn (civilizáció) helyébe a magánbűnt javasolta.

## Művei

### Regényei

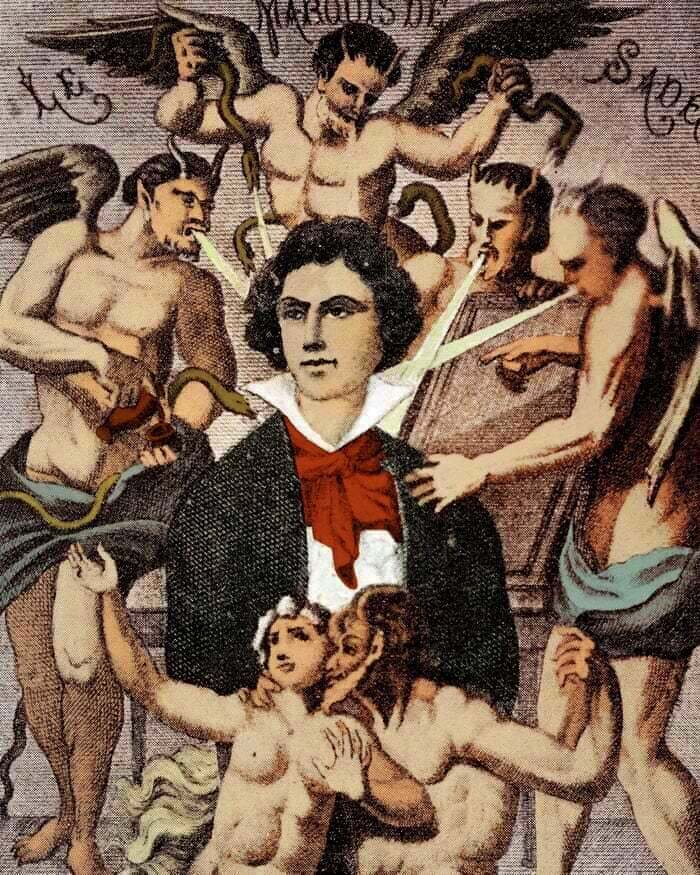
Illusztráció a márki egyik művéből

- Dialogue entre un prêtre et un moribond (1782)
- Les Cent vingt journées de Sodome ou l’École du libertinage (1785) (megjelent 1904-ben)
- Aline et Valcour, ou le Roman philosophique (1786) (megjelent 1795-ben)
- La vérité (1787)
- Les Infortunes de la vertu (1787)
- Justine ou les Malheurs de la vertu (enrichissement des Infortunes) (1788) (megjelent 1791-ben)
- Catalogue raisonné des Œuvres de (1788)
- Eugénie de Franval (1788)
- La Philosophie dans le boudoir ou Les instituteurs immoraux (megjelent 1795-ben)
- La Nouvelle Justine. Suivie de l’Histoire de Juliette, sa sœur (Juliette története, avagy a bűn virágzása) (1797)
- Les Crimes de l'amour, Nouvelles héroïques et tragiques (1800)
- La Marquise de Gange (1813)
- Dorcy ou la Bizarrerie du sort (megjelent 1881-ben)

### Színdarabjai
- L’Inconstant (1781)
- Le Prévaricateur (1783)
- La Folle Épreuve, ou le Mari crédule (1783)
- Oxtiern ou les Malheurs du libertinage (1791)

## Magyarul
- Az igazság; ford. Petri György / Juliette története, avagy a bűn virágzása (részletek); ford. Ludassy Mária; in: A francia felvilágosodás morálfilozófiája. Válogatás; vál., utószó, jegyz. Ludassy Mária; Gondolat, Budapest, 1975 (Etikai gondolkodók)
- Párbeszéd egy pap és egy haldokló között; ford., előszó Madarász Imre; ELTE ÁJTK Demokratikus Diákunió, Budapest, 1989
- Justine avagy az erény meghurcoltatása; ford. Vargyas Zoltán; Európa, Bp., 1989 (2. kiad. Lazi, Szeged, 2001)
- Filozófia a budoárban. A szabadosság iskolája; ford. Marsall Ilona, utószó Roland Barthes, ford. Ádám Péter; PLKV, Budapest, 1989
- Juliette története vagy A bűn virágzása; ford. Pelle János; Xanaprint, Budapest, 1990
- Illusztrációk és gondolatok a "Nouvelle Justine"-hez; ford. Böhm Fanni, Krausz Tivadar; Front, Budapest, 2000 (Ars erotika)
- Szodoma százhúsz napja; ford. Vargyas Zoltán; Athenaeum 2000, Budapest, 2001
- Filozófia a budoárban. A szabadosság iskolája; ford., utószó Kovács Ilona; Lazi, Szeged, 2001
- Juliette története avagy A bűn virágzása; ford. Sóvágó Katalin, utószó Balogh Tamás; Lazi, Szeged, 2002
- A szerelem stratégiája; ford. Sóvágó Katalin; Lazi, Szeged, 2004
- Szodoma százhúsz napja; ford. Vargyas Zoltán; Athenaeum 2000, Budapest, 2006
- Börtönévek. Levelek, naplók, írások a fogság éveiből; vál., ford., utószó, jegyz. Kovács Ilona; Qadmon, Budapest, 2011

## Megjelenése a kultúrában
- Peter Weiss: Jean-Paul Marat üldöztetése és meggyilkolása, ahogy a charentoni elmegyógyintézet színjátszói előadják de Sade úr betanításában (1963)
- Salò, avagy Szodoma 120 napja (1975) Pier Paolo Pasolini filmje, mely de Sade Szodoma százhúsz napja című regénye alapján készült
- Sade márki játékai (2000) Philip Kaufmann filmje Doug Wright színműve nyomán
- Sade márki (2004) Benoit Jacquot filmje Serge Bramly regénye alapján
- Assassin's Creed Unity (2014) videójáték